# GPR141
GPR141 (англ. G protein-coupled receptor 141) – білок, який кодується однойменним геном, розташованим у людей на короткому плечі 7-ї хромосоми. Довжина поліпептидного ланцюга білка становить 305 амінокислот, а молекулярна маса — 35 464.
| 10         |  | 20         |  | 30         |  | 40         |  | 50         |
| ---------- |  | ---------- |  | ---------- |  | ---------- |  | ---------- |
| MPGHNTSRNS |  | SCDPIVTPHL |  | ISLYFIVLIG |  | GLVGVISILF |  | LLVKMNTRSV |
| TTMAVINLVV |  | VHSVFLLTVP |  | FRLTYLIKKT |  | WMFGLPFCKF |  | VSAMLHIHMY |
| LTFLFYVVIL |  | VTRYLIFFKC |  | KDKVEFYRKL |  | HAVAASAGMW |  | TLVIVIVVPL |
| VVSRYGIHEE |  | YNEEHCFKFH |  | KELAYTYVKI |  | INYMIVIFVI |  | AVAVILLVFQ |
| VFIIMLMVQK |  | LRHSLLSHQE |  | FWAQLKNLFF |  | IGVILVCFLP |  | YQFFRIYYLN |
| VVTHSNACNS |  | KVAFYNEIFL |  | SVTAISCYDL |  | LLFVFGGSHW |  | FKQKIIGLWN |
| CVLCR      |  |            |  |            |  |            |  |            |

A: Аланін

C: Цистеїн

D: Аспарагінова кислота

E: Глутамінова кислота

F: Фенілаланін

G: Гліцин

H: Гістидин

I: Ізолейцин

K: Лізин

L: Лейцин

M: Метіонін

N: Аспарагін

P: Пролін

Q: Глутамін

R: Аргінін

S: Серин

T: Треонін

V: Валін

W: Триптофан

Кодований геном білок за функціями належить до рецепторів, g-білокспряжених рецепторів, білків внутрішньоклітинного сигналінгу. 
Локалізований у клітинній мембрані, мембрані.